# Yunohamella mohorovicici
Espèce
Yunohamella mohorovicici est une espèce d'araignées aranéomorphes de la famille des Theridiidae.

## Distribution
Cette espèce est endémique du Hubei en Chine,. Elle se rencontre dans le xian de Xuan'en.

## Description
Le mâle holotype mesure 1,77 mm

## Systématique et taxinomie
Cette espèce a été décrite par Zhong, Liu et Hu en 2025.

## Étymologie
Cette espèce est nommée en l'honneur d'Andrija Mohorovičić.

## Publication originale
- Zhong, Zhong, Zhang, Liu, Liu, Chen & Hu, 2025 : « Taxonomic notes on the genus Yunohamella Yoshida, 2007 (Araneae, Theridiidae) from China, with two new species. » ZooKeys, vol. 1224, p. 69-85 (texte intégral).